# Torg

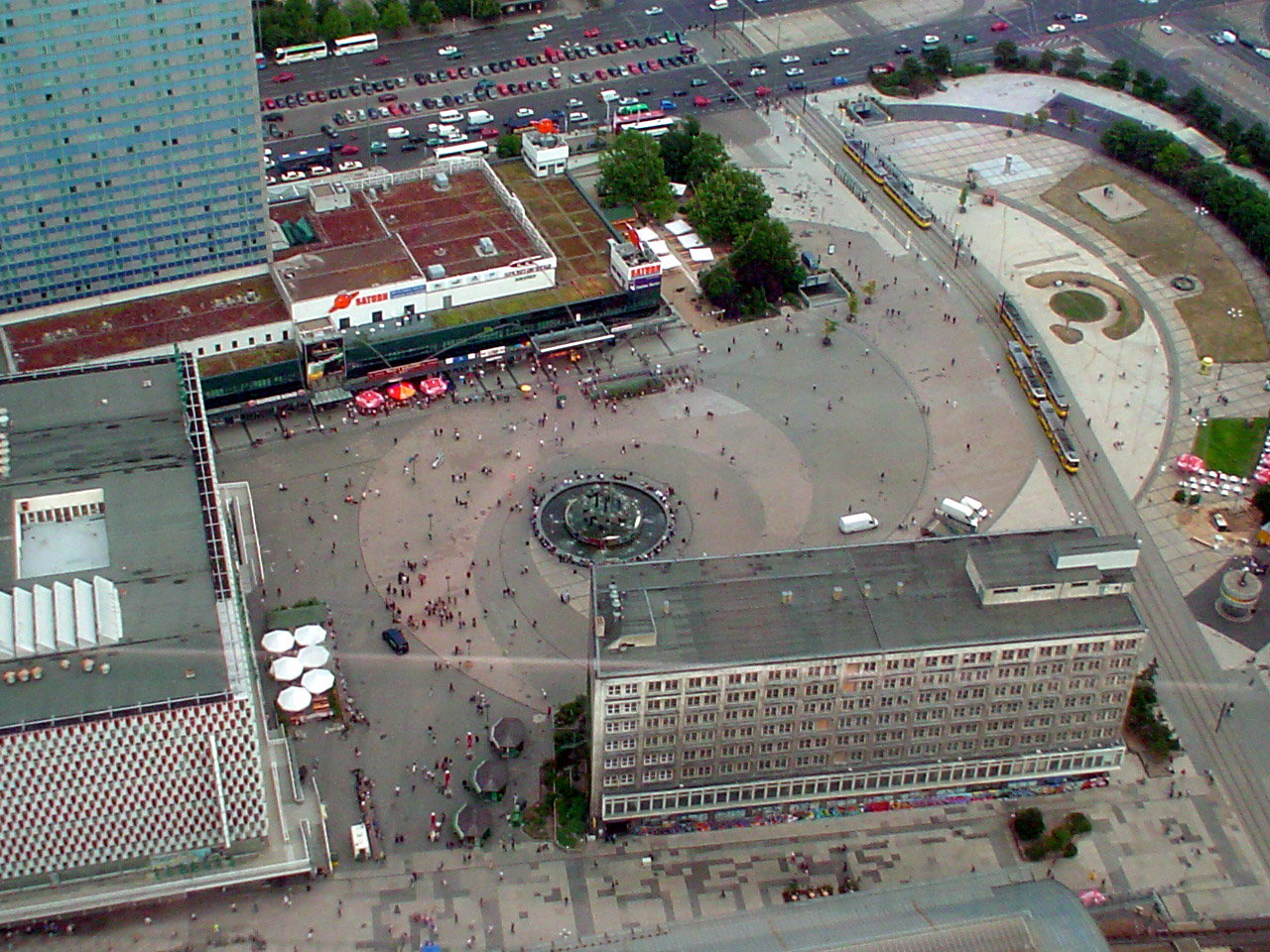
Alexanderplatz i Berlin är ett stort torg.

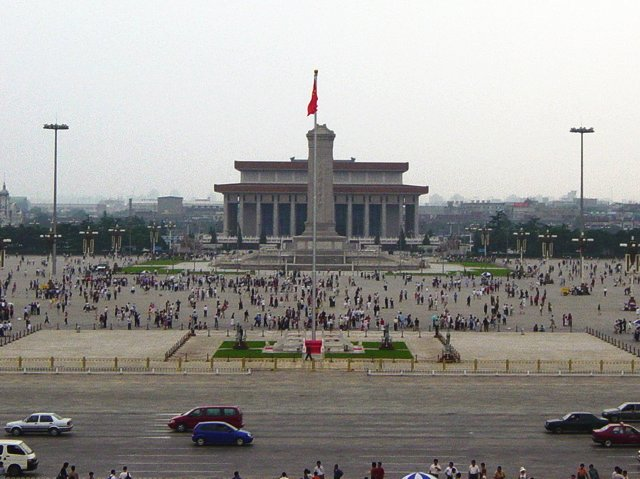
Himmelska fridens torg i Peking, Kina.

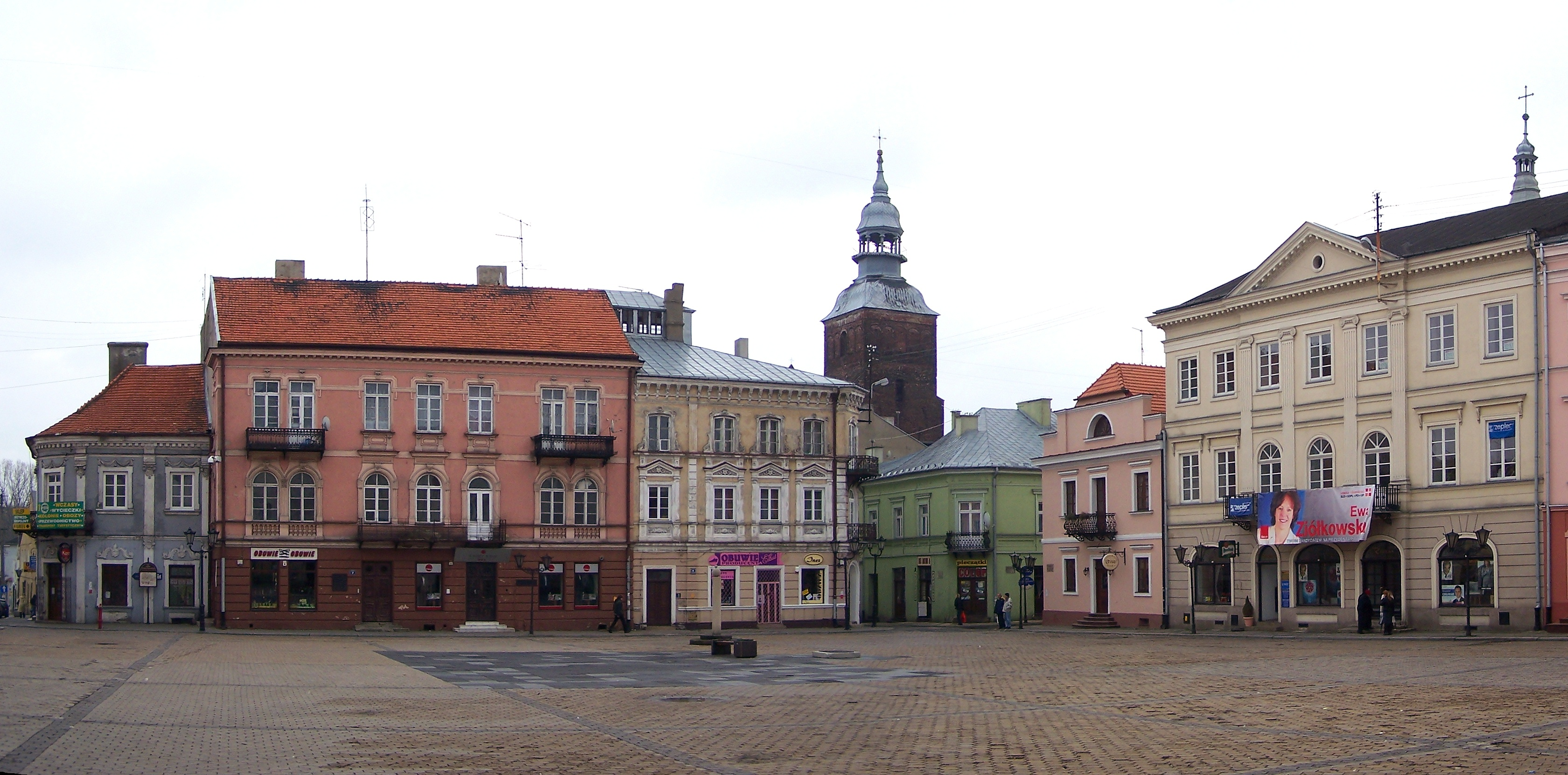
Ett torg i Piotrków Trybunalski, Polen.

Ett torg är en planerad öppen plats i en stad som är en del av det offentliga rummet. Torg har funnits så länge det funnits samhällen. De har framför allt använts som marknadsplatser men också för ceremonier och offentliga evenemang. Samtidens torg har sina motsvarigheter i agora under antikens Grekland och forum under romarriket.
Forskning inom stadsplanering lyfter fram torg som är byggda i den mänskliga skalan, och torg som uppfattas som levande är ofta mindre, sällan större än en hektar och max 50 meter på dess längsta ledd. Ett annat sätt att uppnå detta är att bygga överblickbart, exempelvis genom att se till att torgen är kringbyggda. För ett levande torg är det också viktigt med öppna bottenplan, med exempelvis handel, offentlig service eller kultur. Uppskattade, levande torg är ofta placerade mitt i människors naturliga flöden, nära viktiga målpunkter i staden.
Som mötesplatser för människor är torg viktiga i demokratin, exempelvis som plats för manifestationer och demonstrationer. Platser som Tahrirtorget och Självständighetstorget har blivit skådeplatser för stora samhällsomvälvningar. Samtidigt har torg, där auktoritära stater aktivt har format torgen för att inge tomhet och skräck, kommit att kallas för motsatsen till offentliga rum. Himmelska fridens torg är ett sådant exempel, efter protesterna och massakern 1989. 

## Namn
Ett torg har oftast ett namn som innehåller ordet torg, men liknande platser kan också sluta på efterlederna -plan eller -platsen (exempelvis Karlaplan i Stockholm och Götaplatsen i Göteborg). Det finns dock vissa skillnader mellan dessa begrepp. Ett torg är oftast en rektangulär plats och är delvis avstängt för fordonstrafik, medan "-planer" och "-platser" kan ha rundare form och vara planerade efter fordonstrafiken. En skvär (av engelska square, via ryska skver) är på finlandssvenska namnet på ett mindre torg, vanligen runt en staty (exempelvis Riddarhusskvären).

## Historik
Samtidens torg har stora likheter med agora i antikens Grekland och forum i antikens Rom.

### Medeltiden
Torghandel har funnits lika länge som det har funnits städer. Torg har uppstått på de ytor där människor samlas mellan byggnader där de bor och verkar, i stort sett så länge som grupper av människor har varit bofasta på samma ställe. Under medeltiden blev de framväxande byarnas allmänningar en dylik samlingsplats, ofta som utvidgning av bygatan. I kyrkbyarna fick kyrkbacken en liknande betydelse. Senare under medeltiden började marknader för handel anordnas vid villa tillfällen på året, och när handeln i allt högre grad började styras till de framväxande städerna uppstod flera tidiga medeltida torg, som platser för denna handel. När torghandel började idkas var det ofta bara som en mindre utvidgning av den ursprungliga landsvägen kring marknadsgatan, men ju fastare stadens struktur blev och ju större torghandeln blev, i desto högre grad fick även torgen fastare form genom medveten planering.
Vid de medeltida torgen finns ofta en kyrka och ett rådhus, vilket var den medeltida stadens två viktigaste institutioner. Flera av dessa medeltida torg finns fortfarande kvar på 2000-talet, uppemot 1000 år efter deras tillkomst. Många av städerna med dylika torg återfinns i Sverige vid kusterna, då handeln framförallt skedde via Östersjön och Öresund. Medeltida torg finns kvar i bland annat Åhus och Ystad.

### Modern tid

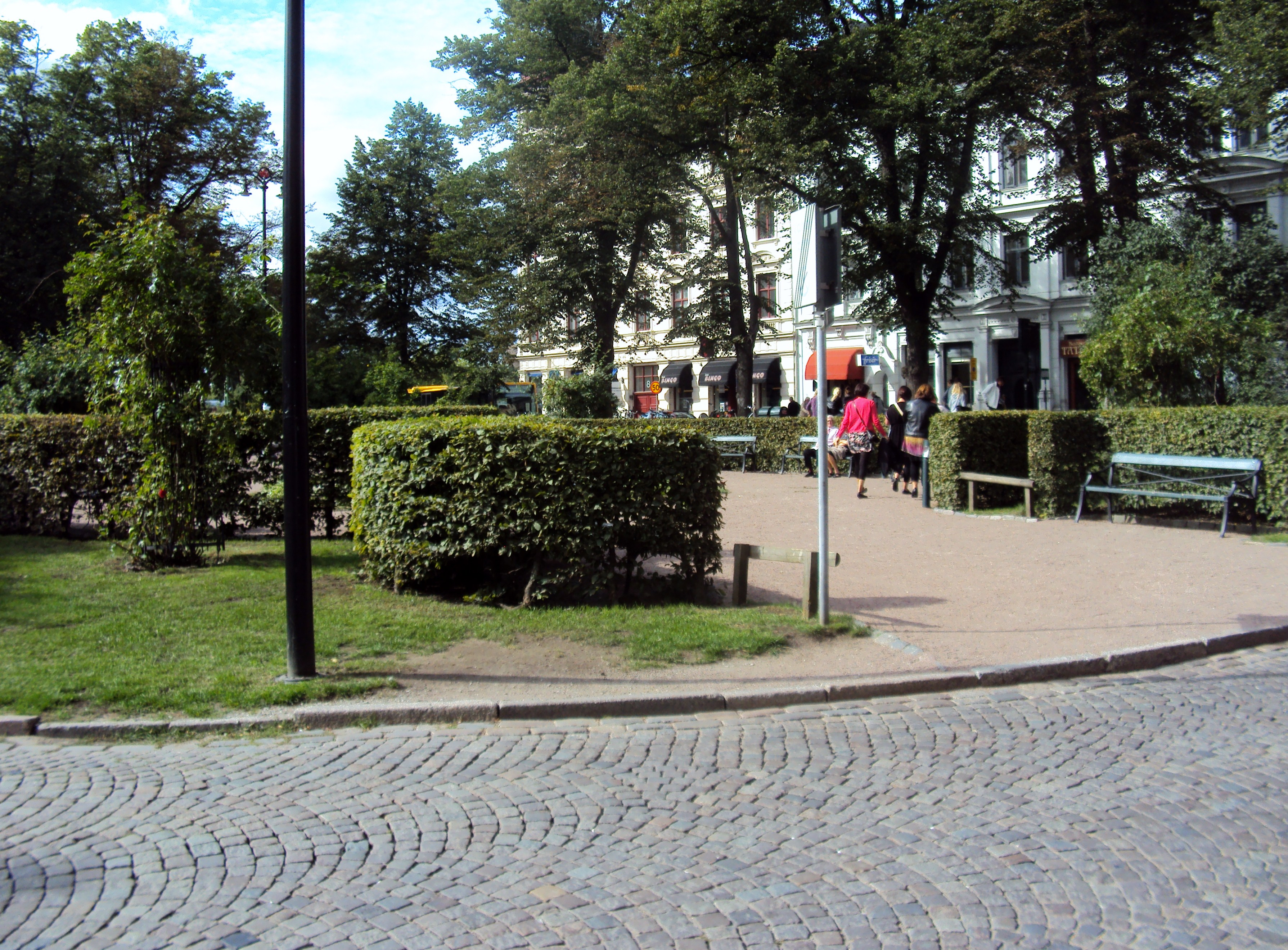
Bantorget i Lund.

Denna struktur fortsatte i regel även in i modern tid och efter reformationen. Torgen etableras för den framväxande handeln. Städerna hade monopol på handeln genom sina stadsprivilegier fram till 1800-talets mitt, och i regel var rätten till att bedriva torg begränsad till specifika ytor i staden. På dessa torg placerades liksom under medeltiden ting och rådhus, och det var även på torgen som fester och representation ägde rum. Stortorget i Malmö är ett exempel på ett sådant torg. Under 1700-talet bedrevs torghandel varje vecka i de flesta svenska städer, och fortfarande under 1800-talet var torghandeln den huvudsakliga platsen för handel med jordbruksprodukter i Sverige.
Under industrialiseringen bildades många nya städer, i synnerhet när järnvägen och nya industrier bildades. I ungefär samma tid förlorade städerna sitt handelsmonopol, vilket gjorde det möjligt för nya handelsplatser att växa fram. För de framväxande stationssamhällena, som Hässleholm och Nässjö, tog SJ fram en idealstadsplan, ritad av chefsarkitekten Adolf W. Edelsvärd. Stationssamhällena fick rutnätsplaner inspirerade av renässansen, och ofta en park eller en torgyta i anslutning till stationen. Dessa ytor skulle båda locka de nyanlända besökarna, och skydda bebyggelse från de koleldade lokens gnistor. Exempel på sådana torg är Bantorget i Lund.

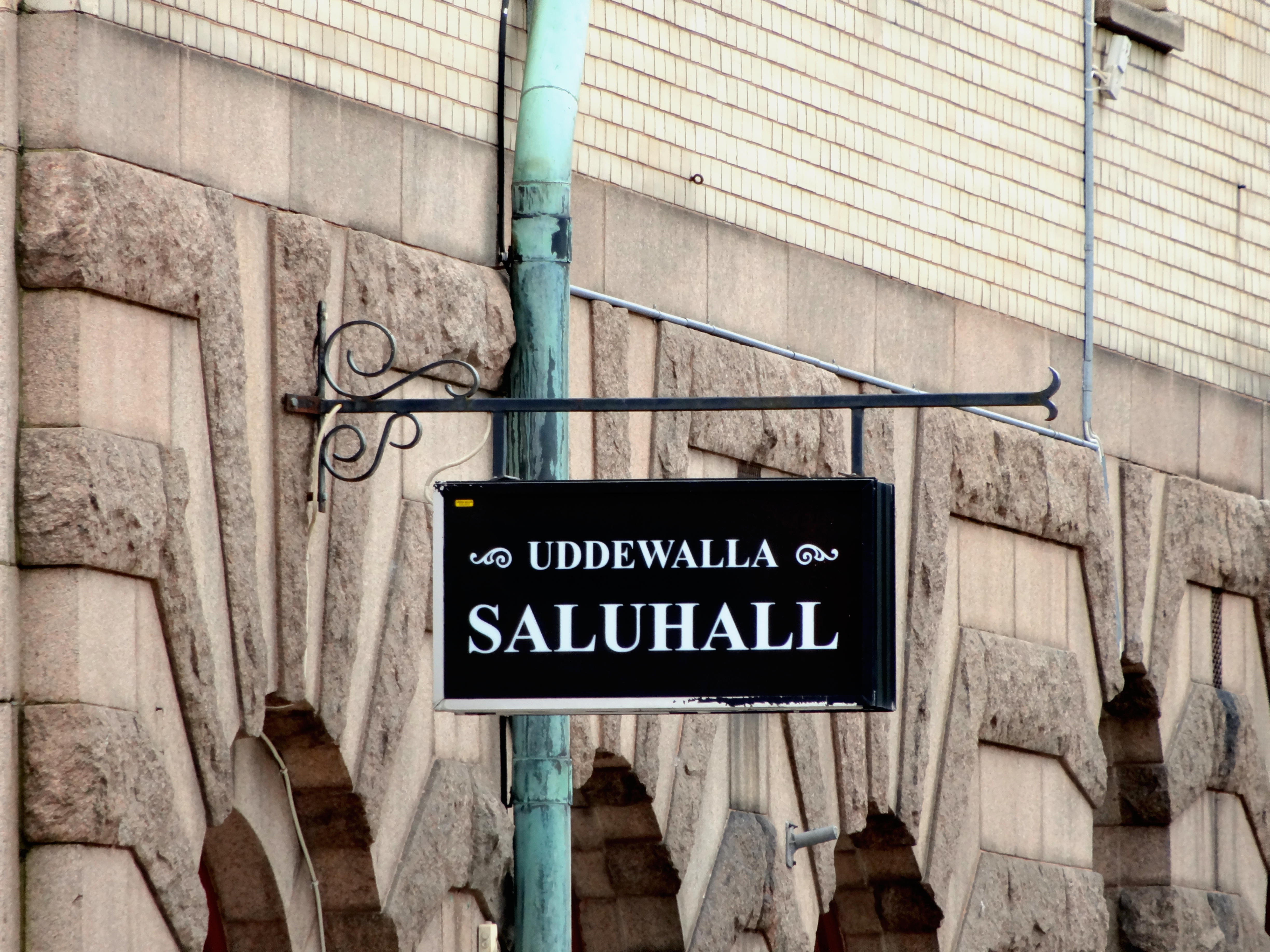
Mycket av torghandeln flyttade med tiden på grund av hygienkrav in i saluhallen.

På marknadsdagar byggde man upp långa rader av salustånd på torgen. Staden hyrde ut dessa stånd till främmande handelsmän. Mot slutet av 1800-talet och under början av 1900-talet skapades många belysta torg för rekreation och umgänge vid de nya infartslederna. De årliga marknaderna minskade i antal, men torghandel ökade. Mycket av torghandeln, i synnerhet kreaturshandeln och jordbrukshandeln, flyttade dock ut till torg i städernas utkanter, och de centrala torgen – med sina rådhus ting – blev till fintorg. Samtidigt växte saluhallar och butiker fram på grund av hygienkrav, som tog över på torghandelns bekostnad. I Sverige var dock saluhallarna koncentrerade till tätbefolkade regioner. I Norrland fanns bara fyra städer med saluhall: Luleå, Östersund, Gävle och Sundsvall. Den första svenska saluhallen byggdes i Karlskrona 1831, följt av Gamla stan i Stockholm 1873. Totalt byggdes femtiosju saluhallar i Sverige fram till 1982, men bara ett dussintal har överlevt.
I de offentliga rummen växte flera ytor fram som en blandning av park och torg, med en kringbyggd plats bestående av mycket vegetation.

### 1900-talet
Från 1950-talet, med funktionalismen och modernismen, började bilen ses som framtiden, och skulle ges plats. Bilen möjliggjorde också att börja funktionsuppdela städerna, och bland annat separera de förorenande fabrikerna från bostäderna. Detta gjorde att man rev flera äldre kvarter, och många äldre torg blev till parkeringsplatser. Detta i sin tur gjorde att torglivet på många platser dog. Under andra halvan av 1900-talet avfolkades också många städers centrala delar, vilket bidrog till mindre liv där, bland annat på torgen.
Från 1980-talet och fram in på 2000-talet fick den historiska staden en renässans, och man ville åter förtäta städerna och stärka stadslivet. På flera platser har centrumbildningarna från funktionalismen byggts om till klassiska torg, med byggnader och centrumfunktioner integrerade. Samtidigt har flera stora externa handelsområden byggts, vilka konkurrerar med centrumhandeln på torgen.

## Torgets arkitektur och estetik
Forskning har visat att attraktiva miljöer har förmågan att bejaka människans evolutionära arv. Människan mår bättre i halvöppna miljöer som är överblickbara. Torg som fenomen får också rörelsen i en stad att stanna upp och ger utrymme för människor att mötas. En av de största utmaningarna för torgen, och för möjligheten inom stadsplaneringen att skapa levande torg, är bilar, biltrafik och parkeringsplatser. Bra placerade torg ligger i regel placerade i staden på ett sådant sätt att de befinner sig mitt i människornas naturliga flöden, och ofta nära viktiga målpunkter. Det är svårt att skapa ett levande torg på ett plats med ett svagt flöde av människor.

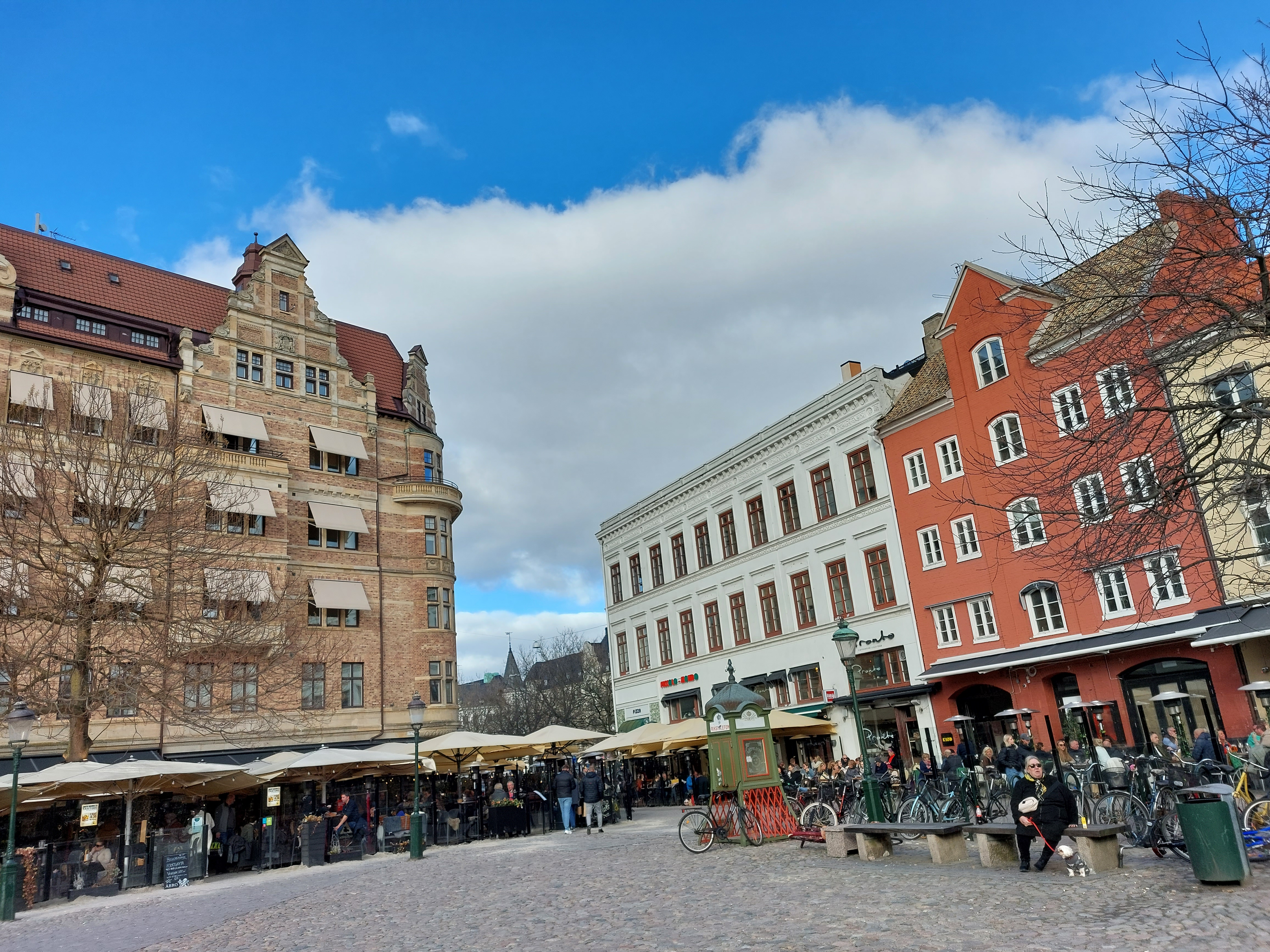
Små överblickbara torg med aktivitet i gatuplanet tenderar att bli mest levande, eftersom de är byggda i den mänskliga skalan i samklang med människans evolutionära arv, menar en stadsplanerare som Jan Gehl. Här Lilla torg i Malmö.

En forskare som den danska arkitekten och stadsplaneringsprofessorn Jan Gehl har påtalat vikten av att bygga i den mänskliga skalan, och att den måste påverka de offentliga platsernas storlek, gaturummens bredd och bebyggelsens höjd. Ett sätt att skapa överblickbara, halvöppna miljöer är att arbeta med rumsbildningar i staden, och ett sätt att uppnå det är genom att skapa kringbyggda torg. Kringbyggda torg uppfattas som intima, samtidigt som det öppnar upp för många olika typer av aktiviteter. Torg som uppfattas som inbjudande brukar sällan vara större än en hektar, och de mest uppskattade torgen är sällan längre än 50 meter på dess längsta ledd.
För att skapa levande torg behövs också oftast öppna bottenvåningar, där handel, kultur och offentlig service är synlig i bottenplanet. Torg utan öppna bottenvåningar med aktivitet uppfattas ofta som ödsliga och otrygga, medan torg där detta finns i högre grad gör att människor stannar upp.
Vissa torg har haft den rent estetiska rollen att framhäva någon byggnad som ligger på eller vid torget. Torget erbjuder den "luft" i bebyggelsen som behövs för att kompensera den täthet som uppstår när bebyggelsen är kompakt. Planteringar för blommor, buskar och träd ingår som naturliga inslag i torgmiljön och kompletteras ofta med offentlig konst. När sittmöjligheter ordnas ger torget möjligheter att bli en naturlig mötesplats.[källa behövs]
Torget kan vara belagt med bland annat natursten, gatsten eller asfalt och tillhör det offentliga uterummet likaväl som parker. Naturmaterial på torgen upplevs ofta som avstressande, och variation är också viktigt för torg som uppfattas som estetiskt tilltalande.

## Torget och demokratin

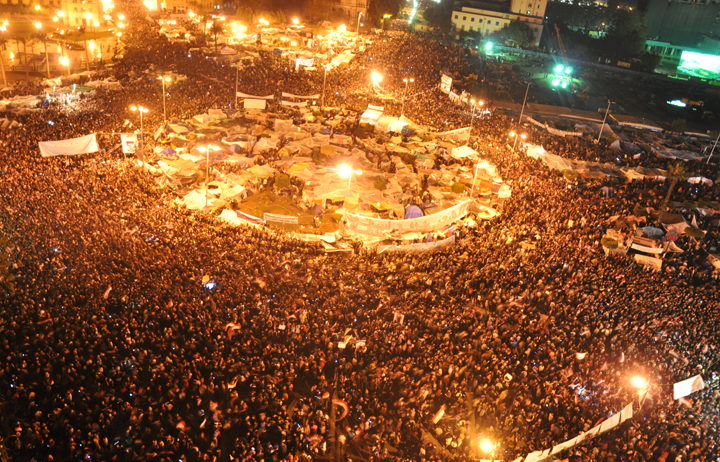
Demonstrationer på Tahrirtorget 2011.

Torg fungerar ofta som mötesplatser för olika typer av människor, och som en plats i staden där människor kan stanna upp möjliggör det dels för samtal och diskussioner individer emellan, men ofta har torgen också blivit mötesplatser i staden där människor i grupp kan uttrycka sin åsikt, genom exempelvis demonstrationer och manifestationer, liksom för tal och arrangemang, exempelvis musikkonserter och festivaler. I det avseendet har torget också blivit viktigt för demokratin.
Många viktiga demonstrationer och även revolutioner har inletts eller haft sin utgångspunkt på torg. Under Euromajdan blev exempelvis Självständighetstorget i Kiev utgångspunkten för demonstrationerna, och så även vid protesterna och massakern på Himmelska fridens torg. I auktoritära stater har torg emellanåt utformats för att inge torgskräck och motverka yttrandefrihet, exempelvis genom att göra dem mycket stora och oöverblickbara. Himmelska fridens torg är ett sådant exempel, men även exempelvis Självständighetstorget i Minsk, Belarus, ett land där arkitektur och oöverblickbara platser har använts som maktsymboler för staten men även för att motverka demonstrationer och folkliga uppror. Känslan av tomhet och skrämsel på dylika platser bidrar till att människor känner underdånighet inför statens makt, menar forskaren Majdi Faleh. I det sammanhanget har Himmelska fridens torg kallats för motsatsen till ett offentligt rum. Liknande kamper mellan regimer och invånare, där man har försökt forma torget och göra det till sitt, har exempelvis utspelat sig på Röda torget i Moskva och Tahrirtorget i Kairo.